# 2012 UR177
2012 UR177, também escrito como 2012 UR177, é um objeto transnetuniano (TNO) que está localizado no disco disperso, uma região do Sistema Solar. O mesmo possui uma magnitude absoluta de 7,9 e tem um diâmetro com cerca de 116 km.

## Descoberta
2012 UR177 foi descoberto no dia 21 de outubro de 2001 pelo astrônomo M. Alexandersen.

## Órbita
A órbita de 2012 UR177 tem uma excentricidade de 0,492 e possui um semieixo maior de 73,780 UA. O seu periélio leva o mesmo a uma distância de 37,451 UA em relação ao Sol e seu afélio a 110 UA.